# Rio Mamorecillo
O rio Mamorecillo é um curso de água da bacia do rio Amazonasque forma parte do alto curso do rio Mamoré. O rio se situa entre os departamentos de Santa Cruz e o Cochabamba.

## Geografia
O rio Mamorecillo nasce das confluências do rio Chimoré e do rio Ichilo (16° 44′ 33″ S, 64° 50′ 38″ O) e corre até sua união com o rio Chapare para formar o rio Mamoré (15° 56′ 34″ S, 64° 45′ 19″ O). Tem 260 km de comprimento, que pode variar. O rio Mamorecillo tem muitos afluentes, sendo os mais importantes o rio Ibaba e o rio Usenta.